# Nedcolbertia
Nedcolbertia là một chi khủng long, được Kirkland Britt Whittle S. K. Madsen & Burge mô tả khoa học năm 1998.